# Willie Colon (football américain)
Pour les articles homonymes, voir Colon.
(en) Statistiques sur pro-football-reference
Willie M. Colon (né le 9 avril 1983 au Bronx) est un joueur américain de football américain jouant au poste d'offensive guard pour les Jets de New York.

## Enfance
Colon étudie à la Cardinal Hayes High School dans le Bronx où lors de sa dernière année, il reçoit le titre de MVP défensive de l'équipe pour la saison.

## Carrière

### Université
Il entre à l'université d'Hofstra où il joue avec l'équipe de football américain des Pride.

### Professionnel
Willie Colon est sélectionné au quatrième tour du draft de la NFL de 2006 par les Steelers de Pittsburgh au 131e choix. Lors de la seizième journée, Colon joue son premier match en NFL après avoir été annoncé comme titulaire pour remplacer Max Starks, blessé. Après cette saison, il est mis en compétition avec Starks pour le poste d'offensive tackle titulaire et joue tous les matchs comme titulaire. En 2008, il fait partie de l'équipe qui remporte le Super Bowl XLIII. Il signe un nouveau contrat avec Pittsburgh d'une durée d'un an d'une valeur de 2,2 millions de dollars.
Colon se blesse au tendon d'Achille lors de la pré-saison et doit déclarer forfait pour la saison 2010. Le 29 juillet 2011, il revient chez les Steelers après avoir signé un contrat de cinq ans d'une valeur de vingt-neuf millions de dollars. Néanmoins, le sort s'acharne encore une fois sur Colon, qui se blesse une nouvelle fois gravement selon le Pittsburgh Post-Gazette et déclare forfait pour la deuxième fois consécutive pour la saison. Il est libéré par les Steelers le 13 mars 2013.
Le 15 mars 2013, il signe avec les Jets de New York.

## Palmarès
- Super Bowl XLIII